# Hartmut Klatt
Hartmut Klatt (* 18. August 1940 in Halle/Saale; † 13. Oktober 1998) war ein deutscher Politikwissenschaftler und Hochschullehrer.

## Leben und Wirken
Nach seiner Reifeprüfung 1960 am Schelztor-Gymnasium in Esslingen am Neckar und studierte dann Politikwissenschaft, Geschichte und Französische Sprache an den Universitäten Tübingen, Berlin (Freie Universität) und Lyon. Nach dem Staatsexamen für den höheren Schuldienst 1970 promovierte er im gleichen Jahr an der Eberhard Karls Universität Tübingen im Fach Politikwissenschaft bei Theodor Eschenburg über "Die Altersversorgung der Abgeordneten". Zunächst arbeitete er von 1970 bis 1974 als Journalist bei der Stuttgarter Zeitung. Im Jahre 1974 wechselte er in die Verwaltung des Deutschen Bundestages und arbeitete dort bis zu seinem frühen Tod als Referatsleiter u. a. im Bereich Wissenschaftliche Dienste. 1981/82 war er Forschungsreferent an der Hochschule für Verwaltungswissenschaften Speyer. Über viele Jahre hatte Klatt einen Lehrauftrag am Institut für Politikwissenschaft der Universität Tübingen inne und wurde dort zum Honorarprofessor ernannt.
In seinen zahlreichen Veröffentlichungen beschäftigte sich Klatt vor allem mit dem Parlamentarismus und den Abgeordneten in Deutschland, außerdem mit dem Föderalismus und Reformmöglichkeiten.

## Veröffentlichungen (Auswahl)
Monographien
- Die Altersversorgung der Abgeordneten. Ein Beitrag zur Problematik des Abgeordnetenstatus und der Parlamentsstruktur (= Juristische Studien, Bd. 39). Mohr, Tübingen 1972, ISBN 3-16-634011-4 (= Dissertation Universität Tübingen).
- (Hrsg.): Der Bundestag im Verfassungsgefüge der Bundesrepublik Deutschland. Beiträge zum dreißigjährigen Bestehen des Deutschen Bundestages. Presse- u. Informationszentrum d. Deutschen Bundestages, Bonn 1980.
- (Hrsg.): Baden-Württemberg und der Bund (= Schriften zur politischen Landeskunde Baden-Württembergs, Bd. 15). Kohlhammer, Stuttgart 1989, ISBN 3-17-009999-X.
- (mit Alexander Hoffmann u. Konrad Reuter): Die neuen deutschen Bundesländer. Eine kleine politische Landeskunde. 5. Aufl. Bonn Aktuell, Stuttgart u. a. 1991, ISBN 3-87959-501-1.
- (mit Alexander Hoffmann): Die Bundesrepublik Deutschland. Eine kleine politische Landeskunde. Bonn Aktuell, Stuttgart u. a. 1992, ISBN 3-87959-458-9.
- (Hrsg.): Das Europa der Regionen nach Maastricht. Analysen und Perspektiven. Bonn Aktuell, München u. a. 1995, ISBN 3-87959-502-X.

Aufsätze
- Plädoyer für eine Neuordnung des Parlamentarischen Diätenwesens. Zum Problem der Transparenz in "eigener Angelegenheit". In: Zeitschrift für Parlamentsfragen, Bd. 4 (1973), S. 407–423.
- Parteienfinanzierung: Dilemma ohne Ende? Karlsruhe begrenzt die finanzielle Vorsorge des Staates für Parteien. In: Gegenwartskunde, Bd. 28 (1979), S. 451–462.
- Regierungsamtliche Öffentlichkeitsarbeit. Verfassungsauftrag oder Wahlpropaganda? In: Gegenwartskunde, Bd. 29 (1980), S. 19–33.

- Die Verbeamtung der Parlamente. Ursachen und Folgen des Übergewichts des öffentlichen Dienstes in Bundestag und Landtagen. In: Aus Politik und Zeitgeschichte, Bd. 49 (1980), H. 44, S. 25–46 (Volltext).
- Stagnation der Medienpolitik. Um die Zukunft der Massenmedien. In: Gegenwartskunde, Bd. 30 (1981), S. 105–139.

- Parlamentarismus und Föderalismus. Zwei Verfassungsprinzipien im Spiegel der wissenschaftlichen Literatur. In: Helmut Schellknecht u. a.: Politische Bildung im Bundestag und Bundesrat. Arbeitsgemeinschaft Bonner Lehrerseminare, Mainz 1982, S. 131–164.
- Parlamentarisches System und bundesstaatliche Ordnung. In: Aus Politik und Zeitgeschichte, Bd. 31 (1982), H. 31, S. 3–24 (Volltext).
- Technologiefolgenbewertung im Bereich des Bundestages. Ein Modell zur Optimierung der parlamentarischen Kontrolle. In: Zeitschrift für Parlamentsfragen, Bd. 15 (1984), S. 510–523.
- Verwaltungskontrolle durch das Parlament. Instrumente – Wirksamkeit. In: Bürger & Staat, Bd. 36 (1986), S. 31–38.
- Medienpolitik in einer sich wandelnden Medienlandschaft. Strukturen, Probleme, Positionen. In: Bürger & Staat, Bd. 36 (1986), S. 155–163.
- Reform und Perspektiven des Föderalismus in der Bundesrepublik Deutschland. Stärkung der Länder als Modernisierungskonzept. In: Aus Politik und Zeitgeschichte, Bd. 36 (1986), H. 28, S. 3–21 (Volltext).
- Interföderale Beziehungen im kooperativen Bundesstaat. In: Verwaltungsarchiv, Jg. 1987, S. 186–206.
- Bundestag und föderatives System. In: Uwe Thaysen (Hrsg.): US-Kongreß und Deutscher Bundestag. Bestandsaufnahmen im Vergleich. Westdeutscher Verlag, Opladen 1988, S. 175–197, ISBN 3-531-11936-2.
- Zur Sozialstruktur des 11. Deutschen Bundestages. In: Gegenwartskunde, Bd. 37 (1988), S. 45–57.
- Das föderative System der Bundesrepublik als Rahmen für das Verhältnis von Land und Bund. In: ders. (Hrsg.): Baden-Württemberg und der Bund (= Schriften zur politischen Landeskunde Baden-Württembergs, Bd. 15). Kohlhammer, Stuttgart 1989, S. 19–55, ISBN 3-17-009999-X.
- Parlamentarisches System und bundesstaatliche Ordnung in der politischen Bildung. In: Bundestag, Bundesrat, Landesparlamente. Parlamentarismus und Föderalismus im Unterricht und in der politischen Bildung. NDV, Neue Darmstädter Verl.-Anst., Rheinbreitbach 1989, S. 211–229, ISBN 3-87576-229-0.
- Die Rolle der Parlamente im föderalen Entscheidungsprozeß. In: Jahrbuch für Staats- und Verwaltungswissenschaft, Bd. 3 (1989), S. 119–156.
- Neubeginn für Bund und Länder. In: Die Politische Meinung, Bd. 36 (1991), S. 21–26.
- Deutsche Einheit und bundesstaatliche Ordnung. Das föderale System der Bundesrepublik Deutschland im Umbruch. In: Verwaltungsarchiv, Bd. 82 (1991), S. 430–458.
- Deutsche Einheit und föderales System. In: Zeitschrift für Beamtenrecht, Bd. 40 (1992), S. 225–233.
- German unification and the federal system. In: Charlie Jeffery (Hrsg.): Federalism, unification and European integration. Cass, London 1993, S. 1–21, ISBN 0-7146-4507-9.
- Der kooperative Bundesstaat. Entwicklungslinien und neue Herausforderungen. In: Arthur G. Gunlicks (Hrsg.): Föderalismus in der Bewährungsprobe. Die Bundesrepublik Deutschland in den 90er Jahren. 2. Aufl. (= Mobilität und Normenwandel, Bd. 3). Brockmeyer, Bochum 1994, S. 235–267, ISBN 3-88339-919-1.
- Die Landtage vor neuen Herausforderungen. Politische Struktur und Funktionswandel der Volksvertretungen der Länder. In: Gerd Hepp (Hrsg.): Die schwierigen Bürger. Herbert Schneider zum 65. Geburtstag. Wochenschau-Verlag, Stuttgart 1994, S. 69–104, ISBN 978-3-7344-0273-9.
- Die zentrale Rolle des Bundesrates. In: Uwe Andersen (Hrsg.): Föderalismus in Deutschland. Neue Herausforderungen. Wochenschau-Verlag, Schwalbach 1996, S. 24–38, ISBN 3-87920-592-2.
- Länder-Neugliederung. eine staatspolitische Notwendigkeit. In: Zeitschrift für Beamtenrecht, Bd. 45 (1997), S. 137–149.
- Reform des Finanzausgleichs als Impuls für eine Länderneugliederung. In: Politische Studien, Bd. 48 (1997), H. Mai/Juni, S. 74–85.
- Europapolitik im föderalstaatlichen System der Bundesrepublik. In: Staatswissenschaften und Staatspraxis, Bd. 9 (1998), S. 45–84.
- Pladoyer für einen Wettbewerbsföderalismus. In: Reinhard C. Meier-Walser (Hrsg.): Krise und Reform des Föderalismus. Olzug, München 1999, S. 64–78, ISBN 3-7892-8019-4.
- Die innerstaatliche Beteiligung der Bundesländer an der deutschen Europapolitik. Zum Verhältnis von föderalem System und europäischer Integration. In: Peter Nitschke (Hrsg.): Die Europäische Union der Regionen (= Grundlagen für Europa, Bd. 3). Leske + Budrich, Opladen 1999, S. 133–166, ISBN 978-3-8100-2115-1.
- Centralizing trends in West German federalism 1949–89. In: Charlie Jeffery (Hrsg.): Recasting German federalism. Pinter, London 1999, S. 40–57, ISBN 1-85567-579-X.